# Värmlands golfdistriktsförbund
Värmlands golfdistriktsförbund omfattar golfklubbarna i Värmlands län samt Degerfors och Karlskoga kommuner.

## Golfklubbar i Värmlands golfdistriktsförbund

### Arvika golfklubb
Arvika golfklubb i Edane bildades 1971.
| Arvika golfbana | 18 hål | Par 72 | 5745 4875 | Parkbana | Spelklar 1974 | Arkitekt: Nils Sköld |

### Billeruds golfklubb
Billeruds golfklubb i Säffle kommun bildades 1961.
| Valnäs golfbana | 18 hål | Par 71 | 5465 4873 | Park- och skogsbana | Spelklar 1964 | Arkitekt: Douglas Brasier, Nils Sköld |

### Bryngfjordens golfklubb
Bryngfjordens golfklubb i Karlstad bildades 2001.
| Bryngfjordens golfbana | 18 hål | Par 72 |  | Park- och skogsbana | Spelklar 2004 | Arkitekt: Jeremy Turner |

### Degerfors golfklubb
Degerfors golfklubb i bildades 1992.
| Degernäs golfbana | 18 hål | Par 72 | 6023 4953 | Parkbana/seaside | Spelklar 2006 | Arkitekt: Susanna Gustavsson |

### Eda golfklubb
Eda golfklubb i Åmotfors bildades 1990.
| Åmotfors golfbana | 18 hål | Par 72 | 5617 4842 | Park- och skogsbana | Spelklar 1992 | Arkitekt: Leif Nilsson |

### Forshaga golfklubb
Forshaga golfklubb bildades 1987.
| Dömle golfbana | 18 hål | Par 72 | 5815 4980 | Park- och skogsbana | Spelklar 1990 | Arkitekt: Lars Andreasson |

### Hammarö golfklubb
Hammarö golfklubb bildades 1988.
| Hammarö golfbana | 18 hål | Par 71 | 6220 5765 5635 4925 | Park- och skogsbana | Spelklar 1991 | Arkitekt: Sune Linde |

### Karlskoga golfklubb
Karlskoga golfklubb bildades 1975.
| Valåsens golfbana | 18 hål | Par 72 | 5906 5729 5156 4926 | Skogsbana | Spelklar 9 hål 1978, 18 hål 1981 | Arkitekt: Nils Sköld, Bo Engberg |

### Karlstad golfklubb
Karlstad golfklubb bildades 1957.
| Röd slinga | 9 hål | Par 36 | 3170 3050 2765 2545 | Park- och skogsbana | Spelklar 1959 | Arkitekt: Nils Sköld |

| Blå slinga | 9 hål | Par 36 | 3100 2920 2635 2500 | Park- och skogsbana | Spelklar 1968 | Arkitekt: Nils Sköld |

| Gul slinga | 9 hål | Par 36 | 3000 2880 2745 2460 | Park- och skogsbana | Spelklar 1989 | Arkitekt: Sune Linde |

### Kils golfklubb
Kils golfklubb bildades 1984. 1995 utsågs klubben till Årets golfklubb.
| Skärningsbergs golfbana | 18 hål | Par 72 | 5665 4900 | Park- och skogsbana | Spelklar 9 hål 1987, 18 hål 1990 | Arkitekt: Lars Andreasson, Urban Blom |

### Kristinehamns golfklubb
Kristinehamns golfklubb bildades 1974.
| Kristinehamns golfbana | 18 hål | Par 72 |  | Park- och skogsbana | Spelklar 9 hål 1978, 18 hål 1990 | Arkitekt: Nils Sköld, Sune Linde |

### Lundsbergs golfklubb
Lundsbergs golfklubb ligger i Storfors.
| Lundsbergs golfbana | 9 hål | Par 36 |  | Skogsbana | Spelklar 1996 | Arkitekt: Ruzzo Reuss |

### Saxå golfklubb
Saxå golfklubb i Filipstad bildades 1965. Klubben ligger vid väg 63 mitt mellan Filipstad och Hällefors vid Saxå hytta. Banan är anlagd på marker invid det gamla bruket. Den korsar forsar, går längs sjön Saxen, upp på höjder och avslutas vid Saxå herrgård.
| Saxå golfbana | 18 hål | Par 72 | 5805 5010 | Skogsbana | Spelklar 9 hål 1967, 18 hål 1991 | Arkitekt: Nils Sköld, John Bäckman |

### Sommarro golfklubb
Huvudartikel: Sommarro GK

### Sunne golfklubb
Sunne golfklubb bildades 1970 i Sunne.
| Sunne golfbana | 18 hål | Par 72 |  | Parkbana | Spelklar 1971 | Arkitekt: Nils Sköld, Jan Sederholm |

### Torsby golfklubb
Torsby golfklubb bildades 1991 i Torsby kommun.
| Torsby golfbana | 9 hål | Par 36 |  | Parkbana | Spelklar 1992 | Arkitekt: Janne Lundvall |

### Uddeholms golfklubb
Uddeholms golfklubb i Råda bildades 1965.
| Uddeholms golfbana | 18 hål | Par 72 |  | Park- och skogsbana | Spelklar 9 hål 1967, 18 hål 1973 | Arkitekt: Nils Sköld, Jan Sederholm |

### Årjängs golfklubb
Årjängs golfklubb bildades 1990 Aktie.
| Årjängs golfbana | 18 hål | Par 72 |  | Park- och skogsbana | Spelklar 1993 | Arkitekt: Peter Nordwall |